# Filmen om Kaptajn Underhyler
Filmen om Kaptajn Underhyler (originaltitel Captain Underpants: The First Epic Movie) er en  2017-animeret film af DreamWorks Animation, instrueret af David Soren.